# Cantó de Vitry-sur-Seine-Oest
El cantó de Vitry-sur-Seine-Oest és un antic cantó francès del departament de Val-de-Marne, que estava situat al districte de Créteil. Comptava amb part del municipi de Vitry-sur-Seine.
Va desaparèixer al 2015 i el seu territori es va dividir entre el cantó de Vitry-sur-Seine-1 i el cantó de Vitry-sur-Seine-2.

## Municipis
- Vitry-sur-Seine (part)

## Història
| Data d'elecció                           | Identitat        | Partit            | Qualitat |
| ---------------------------------------- | ---------------- | ----------------- | -------- |
| 1967-1988                                | Monique Merciéca | PCF               |          |
| 1988-                                    | Jacques Perreux  | PCF, després EELV |          |
| les dades anteriors no són pas conegudes |                  |                   |          |
|                                          |                  |                   |          |

## Demografia
| A partir de 1990: Població sense dobles comptes |